# Constructions aéronautiques du Béarn
Pour les articles homonymes, voir Béarn (homonymie) et CAB.
Constructions Aéronautiques du Béarn (CAB) est un constructeur aéronautique français établis par Max Laporte et Yves Gardan à Pau en 1948. Son principal produit était le Minicab, un avion léger sur un design de Gardan. 
La compagnie cessa son activité dans le courant des années 1950.